# Kamina
Kamina je grad na jugu Demokratske Republike Kongo, glavni grad provincije Haut-Lomami. Osnovana nakon Drugog svjetskog rata kao belgijska vojna baza, godine 1960. pala je u ruke boraca za neovisnost Zaira. I danas se u gradu nalazi baza kongoanske vojske, a tu su i dvije zračne luke: civilna i vojna. Osim toga, Kamina je važno prometno, posebice željezničko čvorište.
Prema popisu iz 2004. godine, Kamina je imala 115.626 stanovnika.